# 大谷晃一
大谷 晃一（おおたに こういち、1923年11月25日 - 2014年5月25日）は、日本の作家、時事評論家、帝塚山学院大学名誉教授・元学長。

## 略歴
大阪府生まれ。関西学院大学法文学部卒業後、朝日新聞社入社。大阪本社学芸部次長、編集委員を歴任。その間の1971年、「続関西名作の風土」で日本エッセイスト・クラブ賞受賞。
1979年、帝塚山学院大学教授就任。1997年には、同大学の学長に就任。2001年に退任後、同大学名誉教授。
大阪を中心とした伝記文学、歴史小説、近代日本文学研究で著書多数。
『大阪学』シリーズはロングセラーで、個別都市学もののさきがけとなった。また、沖積舎から『大谷晃一著作集』全6巻を刊行。
帝塚山学院大学学長在任中の1999年10月から2007年頃までは、MBSテレビ平日午後の情報番組『ちちんぷいぷい』に、「ぷいぷい顧問団」（コメンテーター）の一員として出演していた。
2014年5月25日午後1時20分、老衰のため兵庫県伊丹市内の有料老人ホームで死去した。90歳。

## 著書
- 関西名作の風土 創元社, 1968
- 関西名作の風土 続 創元社, 1971
- おんなの近代史 風雪を生きた五六人の証言 講談社, 1972
- 生き愛し書いた 織田作之助伝 講談社, 1973、改訂版・沖積舎, 2013
- 手仕事のおんな 朝日新聞社, 1975
- 大阪歴史散策 保育社カラーブックス, 1976
- 現代職人伝 朝日新聞社, 1978
- 評伝梶井基次郎 河出書房新社, 1978
- 文学の土壌 駸々堂出版, 1979
- 大阪文学散歩 保育社カラーブックス, 1981
- 評伝武田麟太郎 河出書房新社, 1982
- 鴎外、屈辱に死す 人文書院, 1983
- 楠木正成 河出書房新社, 1983、河出文庫, 1988
- 歌こそわが墓標 昭和無名歌人伝 人文書院, 1984
- 仮面の谷崎潤一郎 創元社, 1984
- 表彰の果て 編集工房ノア, 1985
- 大阪の歴史を歩く 創元社, 1985
- 上田秋成 トレヴィル, 1987
- ある出版人の肖像 矢部良策と創元社 同, 1988
- 楠木正儀 河出書房新社, 1990
- 大いなる坂 聖と俗の巨人蓮如 河出書房新社, 1990、新版「蓮如」学陽書房人物文庫 1998
- 井原西鶴 河出書房新社, 1992
- 西鶴文学地図 編集工房ノア, 1993
- 石山本願寺の興亡 河出書房新社, 1993
- 大阪学 経営書院, 1994 のち新潮文庫、新編・朝日文庫
- 大阪学 続 経営書院, 1994 のち新潮文庫
- 与謝蕪村 河出書房新社, 1996
- わが町大阪 編集工房ノア, 1997
- 大阪学 世相編 経営書院 1998 のち新潮文庫
- 阪神タイガース学 ザ・マサダ, 1999 改題「大阪学 阪神タイガース編」新潮文庫
- 大阪学 文学編 編集工房ノア, 1999 のち新潮文庫
- 西鶴に学ぶ人生の極意 大阪学特別講義 東洋経済新報社, 2000
- 文楽の女たち 文春新書, 2002
- 大阪学余聞 編集工房ノア, 2005
- 大谷晃一著作集 全6巻、沖積舎, 2008-09
- 余生返上 編集工房ノア, 2014

## レギュラー番組
- ちちんぷいぷい - 水曜日を中心に出演。逝去翌日（2014年5月26日）の放送では、番組初期に出演した際のVTRを交えながら訃報を伝えた。